# Elephantulus edwardii
Espèce
Statut de conservation UICN

 LC  : Préoccupation mineure
Elephantulus edwardii est une espèce de rats à trompe, endémique d'Afrique du Sud.